# Aaron Kemps
Aaron Kemps (* 10. September 1983 in Bundaberg, Queensland, Australien) ist ein ehemaliger australischer Radrennfahrer.

## Sportliche Laufbahn
2001 wurde Aaron Kemps Dritter im Punktefahren bei den UCI-Bahn-Weltmeisterschaften der Junioren in Trexlertown.
Aaron Kemps gewann 2003 das U23-Rennen Giro delle Regioni und den Giro Ciclistico d’Italia jeweils eine Etappe. Ab 2005 fuhr Kemps für das spanische ProTeam Liberty Seguros. 2006 bestritt er die Vuelta a España, und bei der Burgos-Rundfahrt gewann er eine Etappe. 2007 gewann er zwei Etappen der Herald Sun Tour sowie die Gesamtwertung. 2010 wurde er australischer Meister im Kriterium und entschied drei Etappen der Tour of China für sich. 2011 gewann er weitere Etappen von Rundfahrten in Asien und Australien.

## Erfolge
2003
- eine Etappe Giro delle Regioni
- eine Etappe Giro Ciclistico d’Italia

2006
- eine Etappe Burgos-Rundfahrt

2007
- drei Etappen Herald Sun Tour

2010
- Australischer Meister – Kriterium
- drei Etappen Tour of China

2011
- eine Etappe Tour of Qinghai Lake
- eine Etappe Tour of China
- eine Etappe Tour of Taihu
- drei Etappen Tour of Tasmania

## Teams
- 2005–2006 Liberty Seguros-Würth
- 2006 Liberty Seguros-Würth
- 2007 Astana
- 2008 Astana
- 2009 Rock Racing
- 2010 Fly V Australia
- 2011 V Australia
- 2012 Champion System